# La Stampa (Stampvast)
La Stampa, van 1991 tot 1999 bekend onder de naam Stampvast, is een Nederlandse band uit Volendam. De band treedt in het gehele land op; sinds La Stampa alleen nog met feest- en showmuziek.
De band werd in 1991 opgericht door Klaas Tuijp, Kees Plat, Ton Keizer en André Veerman. De bezetting wisselde in de loop van de jaren, waardoor geen van de oprichtende leden nog in de band speelt. In 1993 wist de band een positie in de Tipparade te behalen met een cover van Mooi Volendam, iets wat Canyon met het origineel in 1981 niet was gelukt.
De band kreeg er landelijke bekendheid mee, met optredens op televisie in Op volle toeren en andere programma's. Later trad het op in Hoeba Hoeba Hop, Barend & Van Dorp en Life & Cooking en geregeld in het ochtendprogramma van Rob Stenders. Nummers kwamen daardoor ook op albums te staan als edities van Op volle toeren en andere albums met diverse artiesten.
In 2013 kwamen zeven nummers in de Volendammer Top 1000 terecht, een eenmalige all-timelijst die door luisteraars van 17 Noord-Hollandse radio- en tv-stations werd samengesteld.
Drummer Klaas Tuijp (Kappie) uit Volendam is 19 januari 2024 op 71-jarige leeftijd overleden. Tuijp maakte ook deel uit van succesvolle bands als Left Side,  Canyon en BZN’66.

## Discografie (selectie)
Album
- 1993: Mooi Volendam

Singles
- 1992: Alle koeie ooi
- 1993: Straatmuzikant
- 1993: Mexico
- 1993: Mooi Volendam
- 1994: Over 100 jaar
- 1995: Dans Nog Een Keer
- 2000: Maxima
- 2001: Dong dong
- 2005: Come back my love
- 2008: Breakaway
- 2014: Zet het bier maar vast koud
- 2015: Shout
- 2016: Goud!
- 2017: Alle Glazen Hoog!
- 2018: 100 Meter Bier